# HD 118741
HD 118741，又名BD+51 1856，SAO 28819、HR 5133，是一颗恒星，视星等为6.48，位于銀經105.56，銀緯64.82，其B1900.0坐标为赤經13h 33m 42.6s，赤緯+51° 64.82′ 25″。